# Centro Cultural da Marinha em Santa Catarina
O Centro Cultural da Marinha em Santa Catarina (CCMSC) está localizado no Forte de Santa Bárbara, em Florianópolis.
Foi inaugurado em 29 de junho de 2016, fruto de uma parceria entre a Marinha do Brasil e o Instituto Cultural Soto (ICS).
O CCMSC é um complexo de aproximadamente 5 mil metros quadrados, que reúne o Museu, a Biblioteca Naval e o auditório "Amazônia Azul".
O Forte Santa Bárbara (FSB) foi tombado pela União e pelo Instituto do Patrimônio Histórico e Artístico Nacional, em 25 de maio de 1984, sob a responsabilidade da Marinha.

## Museu
Localizado no primeiro andar do prédio do FSB, o Museu conta com um acervo de cerca de 1,8 mil peças em exposição, relacionado à história da Marinha do Brasil e consequentemente à história do Brasil. É considerada uma das mais principais coleções do Império Brasileiro fora do eixo Rio-São Paulo.
O acervo é totalmente particular e tutelado pelo Instituto Cultural Soto.
A exposição inicia com a vinda da Família Real Portuguesa, passando pelos dois reinados do Império Brasileiro e o período republicano, com destaque para as duas grandes guerras mundiais.  Alguns destaques expostos são preciosidades como o primeiro esboço do brasão da bandeira do Império, as primeiras moedas cunhadas no Brasil, nautimodelos de barcos usados pela Marinha na Guerra do Paraguai e instrumentos de navegação. 

## Biblioteca Naval
Localizada no segundo andar do prédio do FSB, foi inaugurada em 16 de novembro de 2018. A biblioteca é uma parceria entre a Marinha do Brasil e o Instituto Cultural Soto e conta com mais de mil obras raras, dentre elas documentos navais guardados desde o Brasil colônia, como o código Napoleônico que embasaram o estado de Direito; as leis do reino de Portugal; e uma coleção do pernambucano Austregésilo de Athayde, ex-presidente da Academia Brasileira de Letras (ABL). 

## Galeria

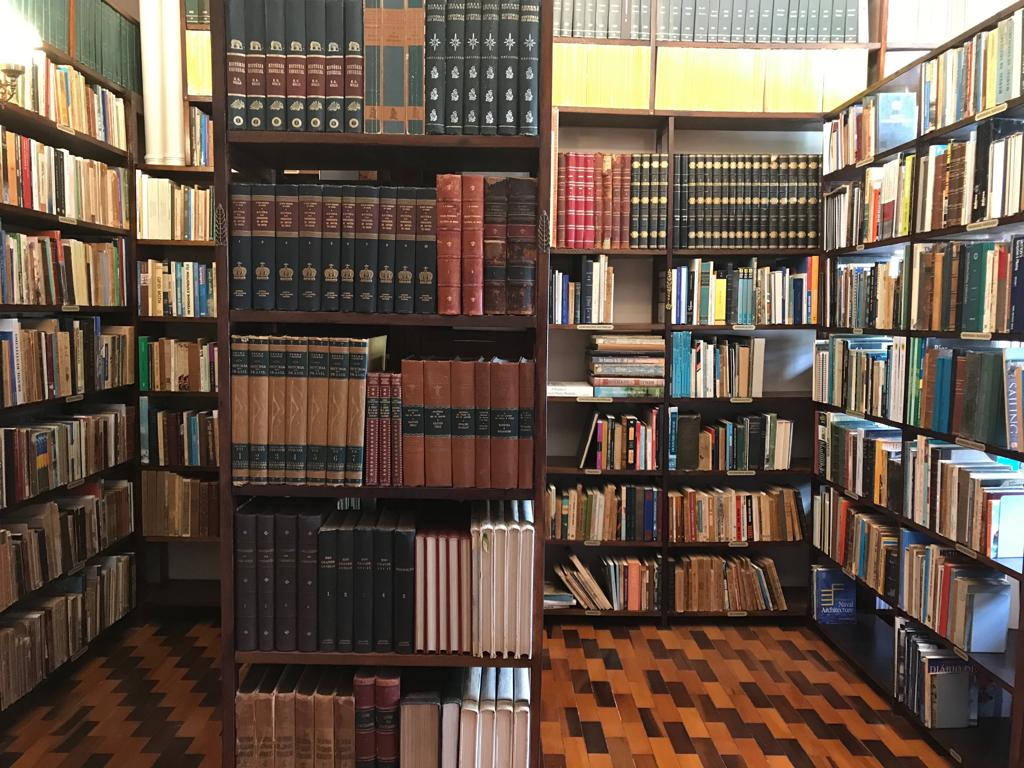
Vista parcial da Biblioteca Naval do CCMSC, no Forte Santa Bárbara, em Florianópolis.
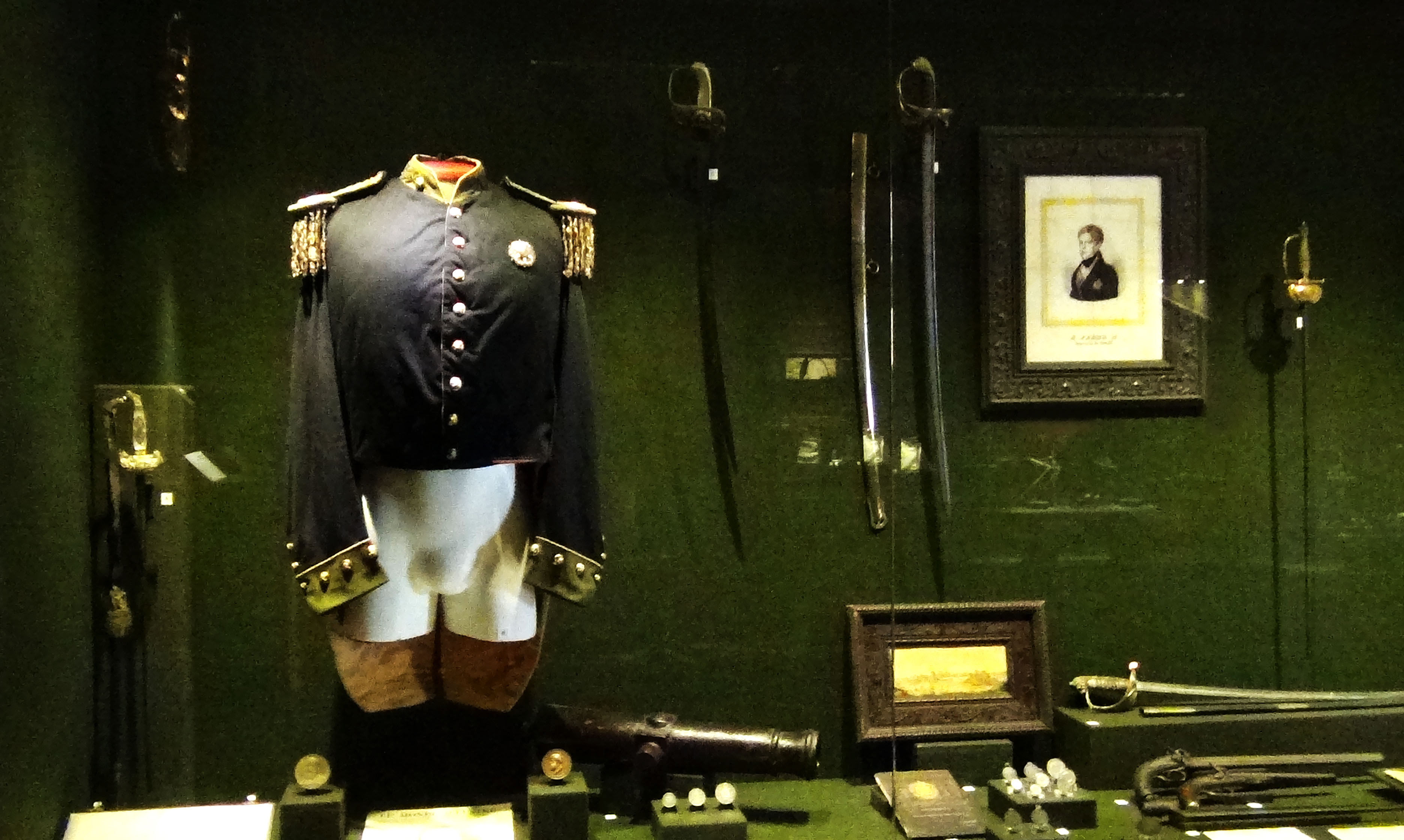
Vista parcial da vitrine sobre o Império do Brasil, na exposição de longa duração do Museu do CCMSC, em Florianópolis.
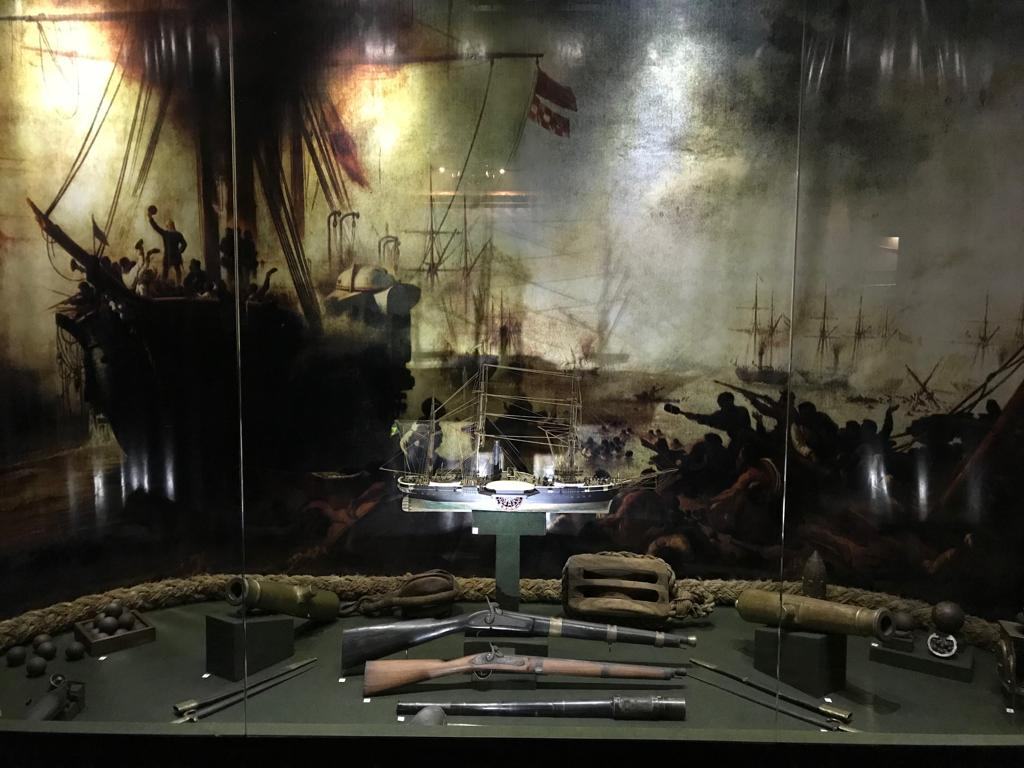
Diorama da Batalha do Riachuelo, com destaque para o nautimodelo da Amazonas, na exposição do Museu do CCMSC.
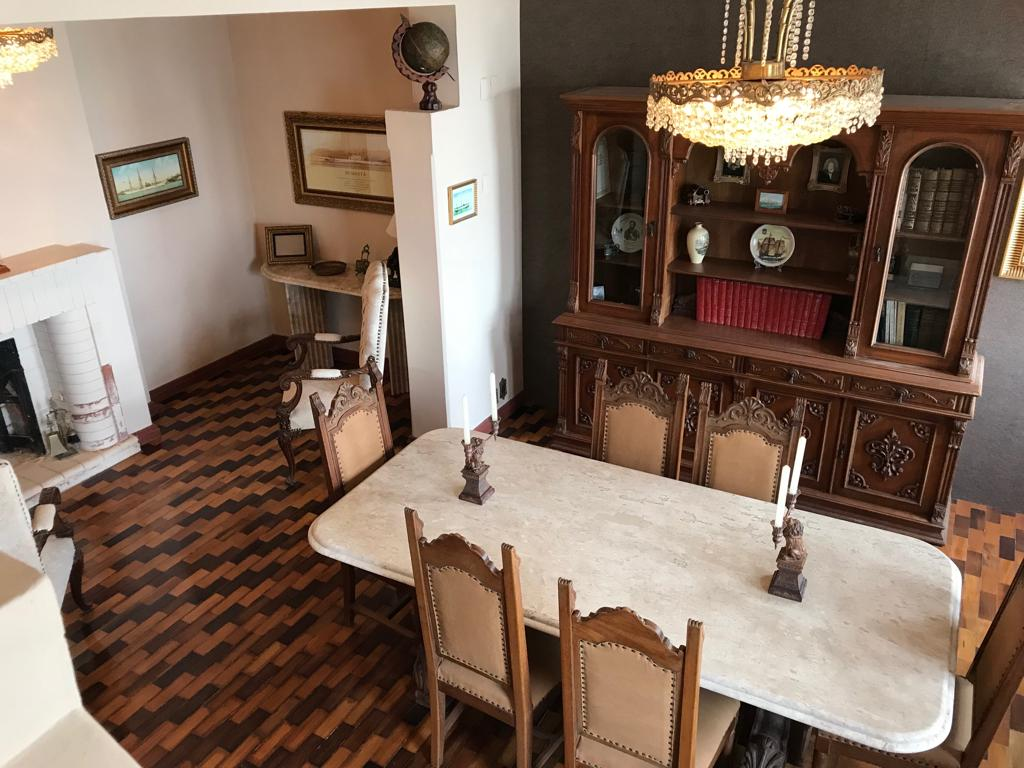
Vista aérea da Praça D'Armas no Museu do CCMSC, em Florianópolis, no Forte Santa Bárbara.